# Музаффариды
Музаффариды (перс. آل مظفر‎) — иранская династия арабского происхождения, правившая в Хорасане после падения государства Хулагуидов в XIV веке.

## История
Музаффариды происходят от арабского рода, обосновавшегося в Хорасане в эпоху Халифата. После монгольского нашествия они смогли сохранить свой статус, присягнув новым правителям. Известно, что с 1319 года сын Музаффара Мубариз ад-дин правил в Йезде, признавая власть Хулагуидов. В условиях ослабления центральной власти в 1336 году он смог создать собственное государство. В 1353 году он захватил Шираз, который сделал столицей своего государства. Однако в 1359 году его сверг собственный сын Шах-Шуджа. Непримиримыми соперниками Музаффаридов были Джалаириды, с которыми они вели постоянные войны. Во время походов Тамерлана Музаффариды признали сюзеренитет тимуридского правителя. В ходе восстания 1393 года, династия была истреблена, а государство поглотило империя Тамерлана.

## Правители Музаффаридов
- Гийас ад-Дин Хаджи
- Гийас ад-Дин Мансур ибн Хаджи
- Шараф ад-Дин Музаффар ибн Мансур наместник Майбуда —1314
- Мубариз ад-Дин Мухаммад ибн Музаффар наместник Майбуда 1314—1358, наместник Йезда 1319—1336, ум.1364
- Кутб ад-Дин Шах-Махмуд ибн Мухаммад р.1337, султан Фарса и Кермана 1358—1364, султан Исфахана 1356—1375
- Джалал ад-Дин Шах-Шуджа ибн Мухаммад р.1333, султан Фарса и Кермана 1364—1384, султан Исфахана 1375—1384
- Муджахид ад-Дин Зайн аль-Абидин Али ибн Шах-Шуджа р.1358, султан Фарса и Исфахана 1384—1387
- Шах-Мансур ибн Шах-Махмуд, султан Фарса и Исфахана 1387—1393
- Нусрат ад-Дин Шах-Йахйа ибн Мухаммад р.1343, султан Йезда 1387—1393
- Имад ад-Дин Султан Ахмад ибн Мухаммад р.1345, султан Кермана 1387—1393
  - Султан Абу-Исхак (Сираджан)…………….1387-1391